# Симон Елкелес
Симон Елкелес (на английски: Simone Elkeles) е американска писателка на бестселъри в жанра юношески любовен роман и чиклит.

## Биография и творчество
Симон Елкелес е родена на 24 април 1970 г. в Чикаго, Илинойс, САЩ.
Учи в Университета на Илинойс в Урбана-Шампейн и през през 1992 г. завършва с бакалавърска степен по психология. Получава магистърска степен по индустриални отношения от Университета Лойола в Чикаго, докато работи за производствена компания. След дипломирането си работи в компанията на баща си, а след неговата ранна смърт става изпълнителен директор.
Започва да пише през 2000 г. Първият ѝ роман „Как да разруша лятната почивка“ от поредицата „Как да разруша“ е публикуван през 2006 г. За него е удостоена с наградата за чиклит „Stiletto“.
През 2008 г. е издаден романът ѝ „Перфектна химия“ от едноименната поредица. Той и следващите романи – „Правила на привличането“ и „Верижна реакция“ стават бестселъри.

## Произведения

### Самостоятелни романи
- Crossing the Line (2018)
- American Princess Warrior (2022)

### Серия „Как да разруша“ (How to Ruin)
1. How to Ruin a Summer Vacation (2006)
2. How to Ruin My Teenage Life (2007)
3. How to Ruin Your Boyfriend's Reputation (2009)

### Серия „Напускайки Рая“ (Leaving Paradise)
1. Leaving Paradise (2007)
2. Return to Paradise (2010)

### Серия „Перфектна химия“ (Perfect Chemistry)
1. Perfect Chemistry (2008)
Перфектна химия, изд.: ИК „Ибис“, София (2015), прев. Стамен Стойчев
2. Rules of Attraction (2010)
Правилата на привличането, изд.: ИК „Ибис“, София (2016), прев. Стамен Стойчев
3. Chain Reaction (2011)
Верижна реакция, изд.: ИК „Ибис“, София (2016), прев. Стамен Стойчев

### Серия „Диви карти“ (Wild Cards)
1. Wild Cards (2013) – издаден и като „Better Than Perfect“
2. Wild Crush (2015)